# یواس‌اس فرودگاه (سی‌ال-۹۳)
یواس‌اس فرودگاه (سی‌ال-۹۳) (به انگلیسی: USS Galveston (CL-93)) یک کشتی بود که طول آن 608 ft 4 in بود. این کشتی در سال ۱۹۴۵ ساخته شد.